# Detlev von Reventlow (Landrat)
Detlev Christian Graf von Reventlow (* 23. Oktober 1876 in Wittenberg; † 1950 in Pronstorf) war ein deutscher Verwaltungsjurist und Verbandsfunktionär. 

## Leben
Er entstammte der Linie Altenhof und dem auf Gut Wittenberg, heute Ortsteil von Martensrade, ansässigen Ast des Geschlechts von Reventlow. Sein Vater Adolph Graf von Reventlow war Wirklicher Geheimer Rat und Herr auf Wittenberg, seine Mutter Nancy war eine geborene Gräfin zu Rantzau. Ernst Emil Kurt von Reventlow war sein älterer Bruder.
Nach dem Abitur am Katharineum zu Lübeck (Ostern 1894) studierte Detlev Graf Reventlow Rechtswissenschaft an der Universität Lausanne, der Eberhard Karls Universität Tübingen und der Friedrich-Wilhelms-Universität zu Berlin. 1895 wurde er Mitglied des Corps Suevia Tübingen. 1898 legte er das Referendarexamen und 1904 die Assessorprüfung  am Kammergericht ab. Er trat in die innere Verwaltung des Königreichs Preußen und war von 1910 bis 1920 Landrat des Kreises Guben. 1921 ging er zum Deutschen Sparkassen- und Giroverband, dessen stellvertretender Geschäftsführer er wurde. Er war Aufsichtsratsmitglied der Märkischen Elektrizitätswerk AG in Berlin.
In erster Ehe war er seit 1912 mit Jenny geb. von Dechend (* 1893) verheiratet. Die Ehe wurde 1928 geschieden. In zweiter Ehe heiratete er Edith, geb. Engel (* 1894), eine Tochter des Geheimrats und Professors Walther Engel in Potsdam. Der Theologe Henning Graf Reventlow (1929–2010) war ein Sohn aus dieser Ehe.

## Auszeichnungen
- Eisernes Kreuz II. Klasse
- Verdienstkreuz für Kriegshilfe (Preußen)